# Ленинградское (Северо-Казахстанская область)
Ленинградское (каз. Ленинградское) — село в Акжарском районе Северо-Казахстанской области Казахстана. Административный центр Ленинградского сельского округа. Код КАТО — 593439100.

## История
В 1954 году на Север Казахстана были направлены отряды трудящихся со всех уголков СССР для освоения целины. В том числе из Ленинграда были направлены трудящиеся, которые организовали полевую бригаду. На месте бригады в 1955 (1956) году было основано село. Село названо в честь ленинградцев-первоцелинников.
До 1997 года — административный центр Ленинградского района Кокчетавской области. После объединения Ленинградского и Ленинского районов был образован Акжарский район с центром в селе Талшик.
Примерно до этого же времени существовало административное деление села: непосредственно на само село и совхоз Куйбышевский, находившийся в черте села. После упразднения совхозов деление перестало иметь место.

## Население
В 1999 году население села составляло 4233 человека (2084 мужчины и 2149 женщин). По данным переписи 2009 года, в селе проживало 3509 человек (1701 мужчина и 1808 женщин).

## Учреждения

### Школы
В селе функционируют две средние общеобразовательные школы: Ленинградская средняя школа №1 (с русским языком обучения) и Ленинградская средняя школа №2 (с казахским языком обучения). До 1995 года функционировала Ленинградская казахская школа (с неполным циклом). ЛСШ №1 является старейшей. Функционирует профтехшкола №6. На базе профтехшколы в 2013 году создан Ленинградский сельскохозяйственный колледж.

### Лечебные учреждения
- Туберкулезный диспансер Акжарского района.
- Ленинградская районная (сельская) больница.

### Государственные учреждения районного значения
- Отдел по делам обороны Акжарского района.
- Пожарный пост по охране с. Ленинградское ПЧ-8 Акжарского района.

## Промышленные предприятия
- Щебеночный завод.
- Завод по обогащению кварцевого песка ТОО «Актобе Glass».